# 須永英輝
須永 英輝（すなが ひでき、1985年10月28日 - ）は、東京都荒川区出身の元プロ野球選手（投手）。左投左打。

## 経歴

### プロ入り前
東京都荒川区出身。2001年、浦和学院高校に進学。1年時の夏にメンバー入りし2学年上の大竹寛の引退後、1年秋からエースを務めた。甲子園通算63奪三振。
2002年春の第74回選抜大会では、優勝候補の一角だった平安高校に快勝し、ベスト8に進出。準々決勝で同大会優勝校だった報徳学園高校と対戦し、初回に3点を奪うも直後に逆転され惜敗した。2002年夏の選手権大会ではその報徳学園高校と対戦し勝利。2回戦で鎌倉健を擁する川之江高校に5-1とリードするもサヨナラ負けを喫した。
2003年の第75回選抜大会では、21世紀枠の隠岐高校に14奪三振で勝利。次戦・智弁和歌山高校戦では序盤に4-0とリードするも終盤に追いつかれ延長12回にサヨナラ負け。
同年の春季関東大会では、優勝を果たした。準決勝戦では、涌井秀章、成瀬善久を擁する神奈川の強豪・横浜高校に勝利した。
捲土重来で4度目の夏の甲子園を目指したが、埼玉大会の準決勝で聖望学園に2-1とサヨナラ負けを喫した。
2003年のプロ野球ドラフト会議前には、巨人入りを熱望。巨人以外に指名された場合は社会人野球に進むと表明していたが、当日の会議で日本ハムが2巡目で強行指名。当日の会見ではプロ入り拒否の姿勢も見せ、直後の指名あいさつも拒否したが、「うちに必要な選手」などと言われるなどして2週間悩んだ末に北海道日本ハムファイターズへの入団に合意した。

### 第一次日本ハム時代
1年目の2004年、イースタン・リーグで6月途中までに6勝を挙げた。同年6月16日の千葉ロッテマリーンズ戦で1軍初先発したが、3回7失点で降板。2軍では最終的に10勝を挙げ、イースタン・リーグの最多勝利となった。
2年目以降は制球の乱れが目立ち、不振に陥った。2005年・2006年と2年連続で、1試合に先発登板したのみに終わった。2005年9月27日の対ロッテ戦では、9回を無失点に抑えたにもかかわらず、打線も小林宏之の前に無得点に抑え込まれ、勝利投手になれなかった。2006年に先発した試合では、後続の失点で初勝利を逃した。
2007年は3試合に中継ぎとして登板。同年6月14日の横浜ベイスターズ戦の延長１１回裏にフェルナンド・セギノールの代走として出場した。2008年は1軍登板なし。
2007年12月、東京ドームの元ボールガールの女性と結婚。2009年6月、第一子となる長男が誕生。
2009年、開幕1軍入りを果たし、主に左のワンポイントとして登板。同年8月5日、3年ぶりに先発し6回まで無安打に抑えたが7回に連打を浴び降板、初勝利を逃した。その次の登板となった8月12日、5回8失点で降板し、2軍に降格した。
2010年は、5試合に中継ぎとして登板するも、防御率7点台と打ち込まれた。同年10月には、第17回IBAFインターコンチネンタルカップ日本代表に選ばれた。
2010年11月9日、ウィルフィン・オビスポとのトレードで、紺田敏正と共に読売ジャイアンツへ移籍した。

### 巨人時代

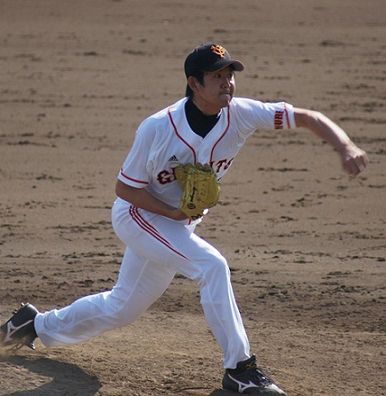
巨人時代の須永（2011年）

2011年は3年ぶりの一軍登板なしに終わった。二軍では、セットアッパーとして林羿豪に次ぐチーム2位の51試合に登板し、防御率2.86を記録した。
2012年は3月に左ひじ内側側副靭帯再建手術を受け、シーズンをリハビリに費やしたため、一軍・二軍ともに登板はなかった。
2013年も一軍登板はなかった。契約更改後、本人が「もう後がないと思う」と語った。
2014年、5月20日に一軍登録される。5月23日の対千葉ロッテマリーンズ戦で2010年9月以来となる1347日ぶりの登板を果たすが、1/3回を3失点と打ちこまれ二軍降格となった。

### 第二次日本ハム時代
2015年6月10日、北篤、矢貫俊之とのトレードで矢野謙次と共に北海道日本ハムファイターズへ移籍、約4年半ぶりの復帰となった。
2016年シーズンは一軍登板がないまま終えた。10月1日戦力外通告を受け、その後引退を表明。引退後は球団スタッフとして内定していた。現在は日本ハムのジュニアチームの監督を務める。

## 選手としての特徴
140km/h台のノビのある速球と決め球のスライダー、フォークなどを駆使する左腕。

## 詳細情報

### 年度別投手成績
| 年 度     | 球 団     | 登 板 | 先 発 | 完 投 | 完 封 | 無 四 球 | 勝 利 | 敗 戦 | セ 丨 ブ | ホ 丨 ル ド | 勝 率 | 打 者 | 投 球 回 | 被 安 打 | 被 本 塁 打 | 与 四 球 | 敬 遠 | 与 死 球 | 奪 三 振 | 暴 投 | ボ 丨 ク | 失 点 | 自 責 点 | 防 御 率 | W H I P |
| --------- | --------- | ----- | ----- | ----- | ----- | -------- | ----- | ----- | -------- | ----------- | ----- | ----- | -------- | -------- | ----------- | -------- | ----- | -------- | -------- | ----- | -------- | ----- | -------- | -------- | ------- |
| 2004      | 日本ハム  | 5     | 2     | 0     | 0     | 0        | 0     | 2     | 0        | --          | .000  | 68    | 12.2     | 21       | 3           | 10       | 1     | 0        | 8        | 1     | 0        | 13    | 13       | 9.24     | 2.45    |
| 2005      | 日本ハム  | 1     | 1     | 0     | 0     | 0        | 0     | 0     | 0        | 0           | ----  | 30    | 9.0      | 4        | 0           | 2        | 0     | 0        | 6        | 0     | 0        | 0     | 0        | 0.00     | 0.67    |
| 2006      | 日本ハム  | 1     | 1     | 0     | 0     | 0        | 0     | 0     | 0        | 0           | ----  | 23    | 6.0      | 4        | 1           | 2        | 0     | 0        | 3        | 0     | 0        | 1     | 1        | 1.50     | 1.00    |
| 2007      | 日本ハム  | 3     | 0     | 0     | 0     | 0        | 0     | 0     | 0        | 0           | ----  | 12    | 1.1      | 6        | 2           | 2        | 0     | 0        | 0        | 0     | 0        | 8     | 8        | 54.00    | 6.00    |
| 2009      | 日本ハム  | 9     | 2     | 0     | 0     | 0        | 0     | 1     | 0        | 2           | .000  | 83    | 18.0     | 20       | 6           | 8        | 0     | 3        | 7        | 0     | 0        | 17    | 17       | 8.50     | 1.56    |
| 2010      | 日本ハム  | 5     | 0     | 0     | 0     | 0        | 0     | 0     | 0        | 0           | ----  | 47    | 10.1     | 14       | 1           | 5        | 0     | 0        | 9        | 1     | 0        | 9     | 9        | 7.84     | 1.84    |
| 2014      | 巨人      | 1     | 0     | 0     | 0     | 0        | 0     | 0     | 0        | 0           | ----  | 5     | 0.1      | 3        | 0           | 1        | 0     | 0        | 0        | 0     | 0        | 3     | 3        | 81.00    | 12.00   |
| 2015      | 日本ハム  | 5     | 0     | 0     | 0     | 0        | 0     | 0     | 0        | 0           | .000  | 24    | 5.1      | 7        | 2           | 1        | 0     | 0        | 2        | 1     | 0        | 4     | 3        | 5.06     | 1.50    |
| 通算：8年 | 通算：8年 | 30    | 6     | 0     | 0     | 0        | 0     | 3     | 0        | 2           | .000  | 292   | 63.0     | 79       | 15          | 31       | 1     | 3        | 35       | 3     | 0        | 55    | 54       | 7.71     | 1.75    |

### 記録
- 初登板・初先発登板：2004年6月16日、対千葉ロッテマリーンズ14回戦（千葉マリンスタジアム）[7]、3回7失点で敗戦投手
- 初奪三振：同上、1回裏無死にベニー・アグバヤニから見逃し三振[7]
- 初ホールド：2009年4月5日、対東北楽天ゴールデンイーグルス3回戦（札幌ドーム）[7]、6回表当初に2番手で救援登板、1/3回無失点

### 背番号
- 13 （2004年 - 2010年）
- 37 （2011年 - 2012年）
- 66 （2013年 - 2015年途中）
- 33 （2015年途中 - 2016年）

### 登場曲
- デヴィッド・アーノルド『ジェームズ・ボンドのテーマ』